# Torre de Nonza
La Torre de Nonza (en cors: Torra di Nonza) és una torre de guaita situada dalt d'un penya-segat anomenat Torra, al municipi de Nonza, a l'illa de Còrsega (França). Està declarada 'Monument historique'.
No és una torre genovesa, com les altres de l'illa, ja que va ser construïda el 1757 per ordre de Pasquale Paoli per tal de vigilar l'entrada del golf de Saint Florent. De planta quadrada, està construïda amb pedra i esquist i coronada per merlets. Va ser escenari de la rendició dels independentistes corsos enfront les tropes franceses el 1768.